# Ardisia sonchifolia
Ardisia sonchifolia är en viveväxtart som beskrevs av Carl Christian Mez. Ardisia sonchifolia ingår i släktet Ardisia och familjen viveväxter. Inga underarter finns listade i Catalogue of Life.